# Bataille de Quiberon (1795)
Pour les articles homonymes, voir Quiberon (homonymie).
Ne doit pas être confondu avec Expédition de Quiberon.
Chouannerie
Batailles
- Liffré
- 1re Argentré
- Expédition de Quiberon
- (Landévant et Mendon
- Plouharnel
- Quiberon)
- Segré
- 1er Rocher de La Piochais
- La Ceriseraie
- La Cornuaille
- 1re La Croix-Avranchin
- La Vieuville
- Boucéel
- 1re Saint-James
- 2e Rocher de La Piochais
- 2e La Croix-Avranchin
- Auverné
- Andigné
- Croix-Couverte
- Tinchebray
- L'Auberge-neuve
- Locminé
- Saint-Hilaire-des-Landes
- Val de Préaux
- Le Grand-Celland
- 2e Argentré
- Noyant-la-Gravoyère
- La Hennerie
- Saint-Aubin-du-Cormier
- Le Mans
- Nantes
- Saint-Brieuc
- Le Lorey
- Mont-Guéhenno
- La Tour d'Elven
- 2e Saint-James
- Les Tombettes
- Pont du Loc'h

La bataille de Quiberon se déroula pendant la Chouannerie, lors de l'expédition de Quiberon.

## Prélude
Les émigrés ayant été repoussés le 16 juillet lors de la bataille de Plouharnel, le général Hoche avait fait tenir un conseil de guerre avec ses officiers et les représentants en mission pour savoir s'il convenait d'attaquer le fort Pentièvre qui barrait le passage vers la presqu'île. Le même jour les émigrés  avaient cependant reçu en renfort 1 500 hommes commandés par Charles de Sombreuil et il restait encore environ 2 000 hommes valides à la division d'Hervilly en plus des 5 000 Chouans restés sur la presqu'île, ce qui laissait un total de 8 000 à 9 000 soldats aux Royalistes. Hoche disposait de plus de 15 000 hommes concentrés entre Lorient et Vannes. Mais pour prendre Quiberon il fallait passer à portée de canon des navires britanniques et prendre le fort Penthièvre.
Les officiers du génie étaient d'avis de faire le siège en règle du fort, ce n'était pas l'opinion de Hoche : celui-ci voulait en finir au plus tôt, son plan était de prendre le fort par surprise. 
Mais le même jour, trois soldats du 41e régiment d'infanterie de ligne se présentèrent à l'état-major. Il s'agissait des sergents-majors Antoine Mauvage et Nicolas Litté et du canonnier David Goujou. Ces soldats faisaient partie de la garnison républicaine du fort au moment de sa prise par les émigrés, ils avaient ensuite accepté de s'enrôler dans l'armée royaliste et étaient toujours affectés à la défense du fort qu'ils avaient discrètement déserté afin de rejoindre les Républicains. Les trois hommes affirmaient que la majorité des soldats de la garnison était prête à se retourner contre les Royalistes et se proposaient de guider les troupes républicaines afin de prendre le fort par surprise. 
Hoche hésitait, il craignait un piège et interrogea longuement les trois hommes. Finalement le canonnier Goujon se proposa de retourner au fort, puis de revenir afin de rapporter lui-même le mot d'ordre, ces déclarations finirent par convaincre Hoche qui décida de tenter l'attaque surprise. Cependant la longue et fine bande de sable qui séparait le village de Sainte-Barbe du fort Penthièvre était gardée par la flotte britannique du commodore Warren. Hoche décida d'attendre qu'un vent fort et une mer agitée  pousse les navires à s'éloigner de la côte, afin de pouvoir lancer de nuit une attaque discrète et de passer au nez et à la barbe des Anglais. Les trois déserteurs regagnèrent le fort Penthièvre afin de prévenir leurs compagnons et l'attaque fut fixée pour la nuit du 19 au 20 juillet.

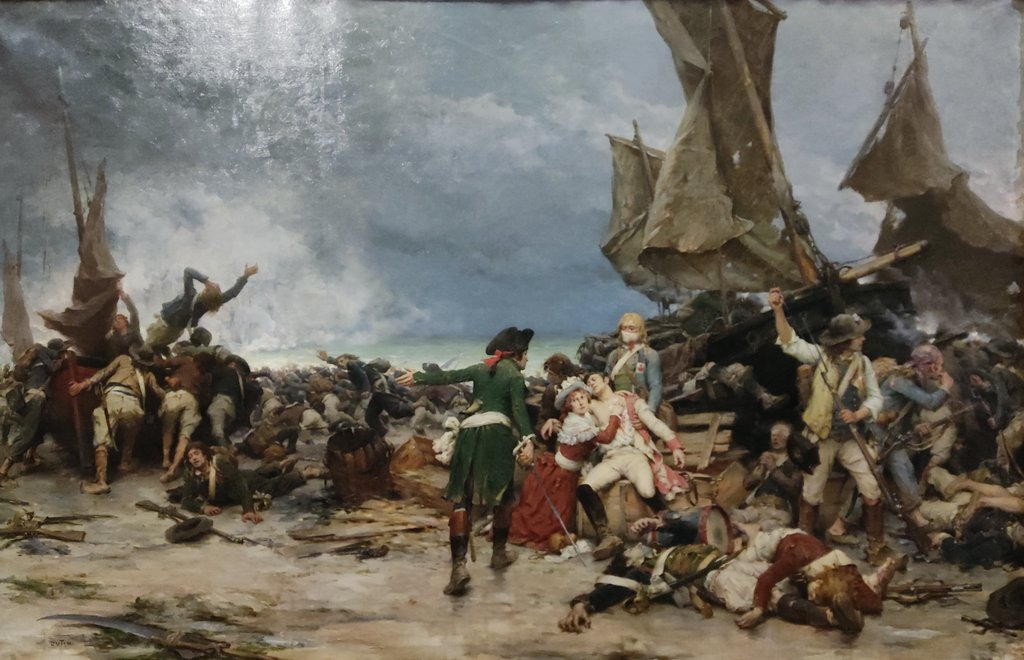
Épisode de la déroute de Quiberon, peinture de Pierre Outin, 1889 (musée d'Art et d'Archéologie de Moulins).

À Vannes, le 19 juillet, Lazare Hoche adressa ses instructions à ses officiers :

« La presqu'île de Quiberon sera attaquée aujourd'hui, 1er thermidor, à onze heures du soir.
Le général Humbert, à la tête de 500 hommes d'élite de son avant-garde, et conduit par un guide que je lui enverrai, se portera sur le village de Kerostin, en passant par la laisse de la basse mer, laissant le fort Penthièvre à droite et la flotte anglaise à gauche. Il fera marcher sur deux files, avec le moins de bruit et à la moindre distance possibles. Arrivé près du village, il tournera brusquement à droite et fera courir jusqu'au fort, dont il s'emparera en franchissant la palissade; il égorgera tout ce qui s'y trouvera, à moins que les fusiliers ne viennent se joindre à sa troupe. Les officiers, sergents d'infanterie et canonniers n'auront point de grâce.
Le général de brigade Botta suivra Humbert dans le même ordre avec le reste de l'avant-garde. Il s'emparera de Kerostin, et fera fusiller tous les individus armés qui voudraient sortir des maisons. Les soldats sans armes qui viendront le joindre seront accueillis; les officiers et sous-officiers seront fusillés sur-le-champ.
En arrivant dans la presqu'île, ces deux officiers généraux feront crier par leur troupe: « Bas les armes !  À nous les patriotes ! »
L'adjudant-général Mesnage favorisera l'attaque d'Humbert en attaquant lui-même les grand'gardes ennemies; il les culbutera, leur passera sur le corps et les poussera jusqu'au fort. La palissade franchie, il suivra par sa gauche le fossé jusqu'à la gorge.
Mesnage ne fera pas tirer un coup de fusil ; il fera passer à la baïonnette tout ce qu'il trouvera d'ennemis. La troupe qui doit faire cette attaque sera l'élite du général Valletaux.
Valletaux soutiendra l'attaque de Mesnage avec le reste de sa brigade; il fera en sorte de se précipiter au fort en se rapprochant le plus possible pour éviter son feu.
Humbert se mettra en marche par la gauche à minuit précis; Ménage par la droite un quart d'heure après. Les deux colonnes suivront la marée, dussent-elles marcher un peu dans la mer.
Le général Lemoine portera sa brigade à la hauteur de l'avant-garde. Il y laissera un bataillon avec deux-pièces de quatre, marchera en bataille à la hauteur de la colonne Valletaux qu'il doit soutenir.
Garde du camp : deux bataillons de la réserve et la troisième de la demi-brigade, commandée par le général Drut, qui fera tirer à boulets rouges sur les bâtiment [sic ?] qui voudront nous inquiéter. »

_== La bataille ==

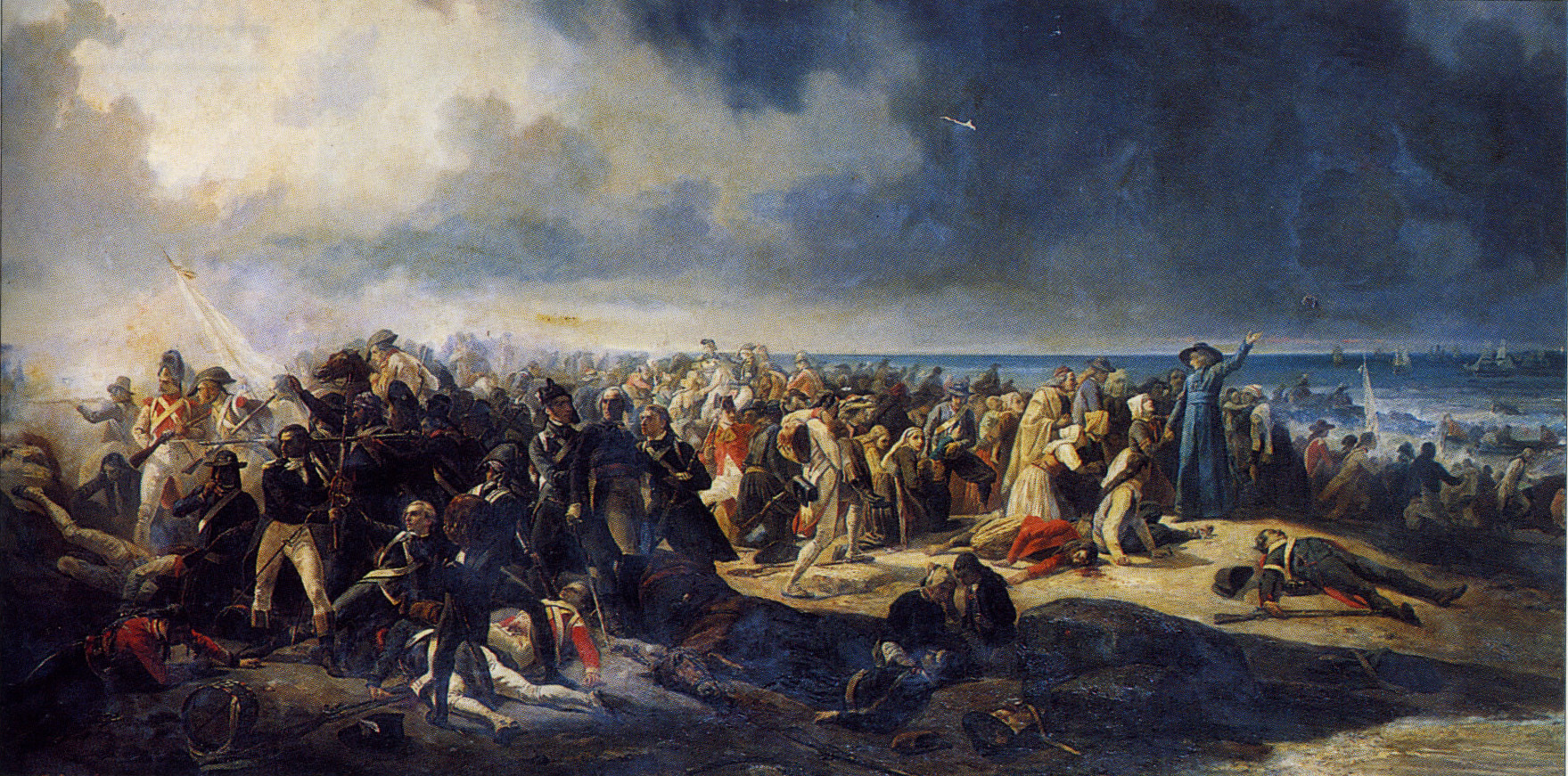
Combat de Quiberon, peinture de Jean Sorieul, 1850.

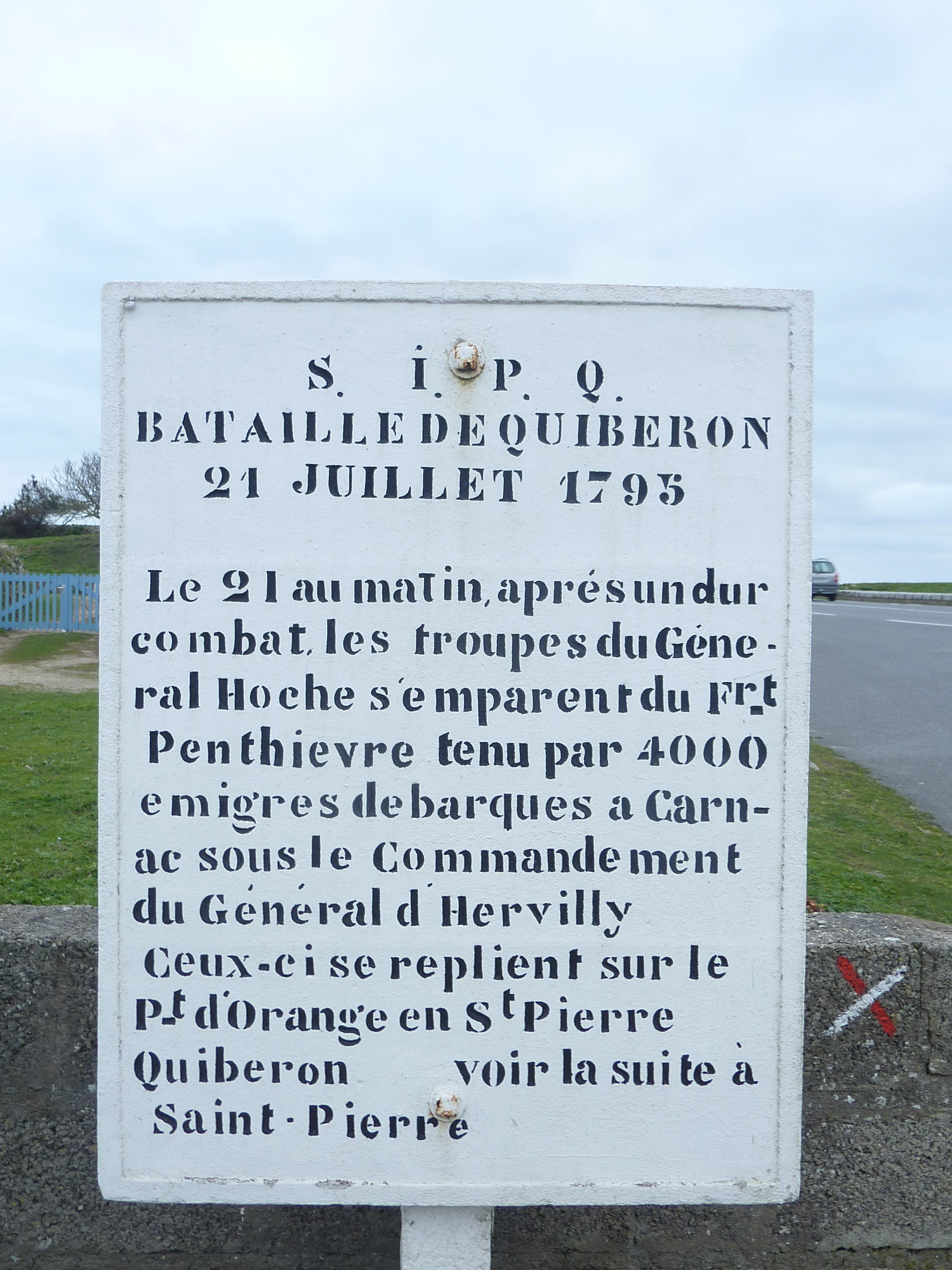
Panneau commémoratif de la bataille de Quiberon du 21 juillet 1795, près du fort de Penthièvre.

Lazare Hoche put alors ordonner l'assaut décisif, dans la nuit du 20 juillet.  Malgré un violent orage, il attaqua par ruse le fort de Penthièvre, défendu par une troupe de 400 hommes, composée d'ex-prisonniers républicains,  d'émigrés royalistes et de Chouans bretons. Hoche savait alors que de nombreux soldats de l'armée des émigrés, républicains enrôlés de force dans les troupes royalistes, étaient prêts à lui livrer le fort. Néanmoins, les troupes républicaines furent accueillies à coup de canon et, rapidement, Hoche préféra renoncer et ordonna la retraite, croyant que les transfuges avaient échoué. Cependant, l'adjudant-général Jacques Mesnage contourna le fort du côté de la mer et parvint à escalader les murailles du fort avec ses hommes. De nombreux transfuges se joignirent alors à lui et tournèrent leurs armes contre les royalistes, de nombreux défenseurs furent massacrés. 

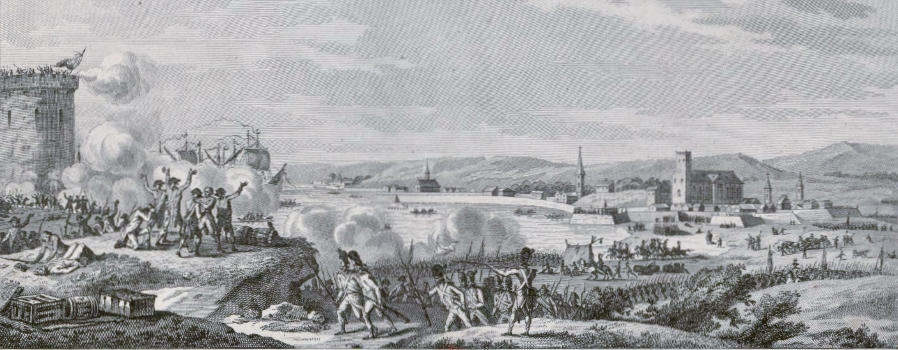
Swebach-Desfontaines et Claude-Nicolas Malapeau : « Victoire remportée par les Français, à Quiberon, le 21 Juillet 1795, ou 3 Thermidor An 3eme de la République. » estampe, 1802 (détail).

À la vue du drapeau tricolore flottant sur le fort, Hoche interrompit la retraite et redonna l'ordre de passer à l'attaque malgré les soldats du régiment Rotalier, qui, ignorant les combats à l'intérieur du fort, continuaient de tirer sur les troupes républicaines. Le fort pris par les Républicains, Hoche félicita Mesnage en le nommant aussitôt général de brigade.
Les Britanniques tentèrent alors d'ouvrir le feu depuis leurs navires, mais certains tirs touchèrent aussi bien les royalistes, que les républicains ou même encore les civils. Joseph de Puisaye, jugeant la situation désespérée, ordonna à ses hommes de rembarquer et se rendit à bord du vaisseau amiral afin de limiter la défaite : on l'accusa par la suite d'avoir déserté pour sauver sa vie, toutefois 2 500 émigrés et chouans purent être évacués grâce à l'aide des chaloupes britanniques. Au nord de la presqu'île, plusieurs soldats de la première division émigrée se joignirent encore aux Républicains, les autres se rendirent après une courte résistance.
Plus rien n'arrêtait la progression des républicains. La division militaire royaliste du comte de Sombreuil, en provenance de Hollande, engagée tardivement en renfort, après la Bataille de Plouharnel, avait pour mission de protéger les troupes royaliste en cours de rembarquement dans les navires anglais. Seuls Sombreuil et ses hommes, acculés, tentèrent une ultime résistance à Port Haliguen. Le 21 juillet, au matin , Hoche et Sombreuil entamèrent des négociations qui se soldèrent par la cessation des tirs d'artillerie de la flotte anglaise contre les Républicains, sous la promesse formelle par Hoche au comte de Sombreuil de préserver  la vie sauve des royalistes qui , forts de cette promesse,  capitulèrent peu de temps après.

## Bilan

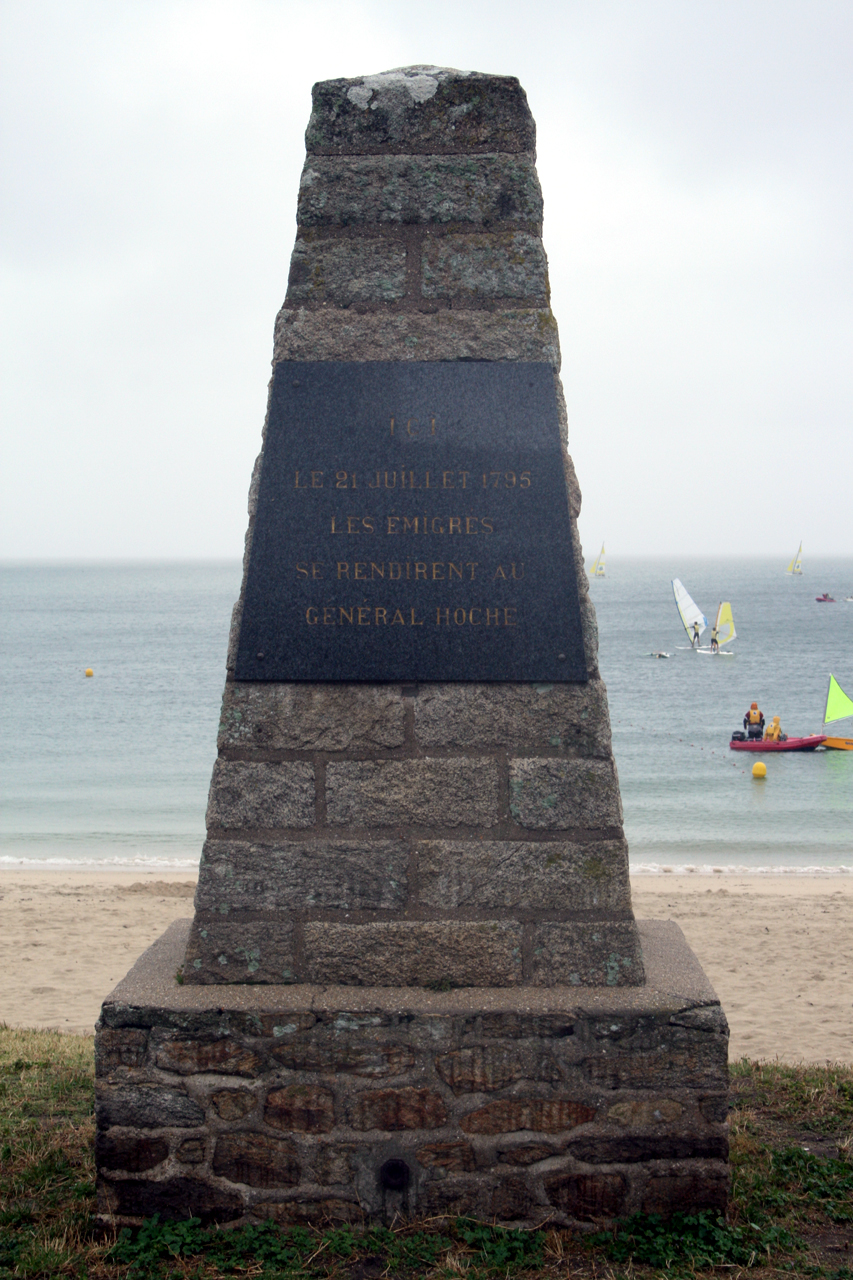
Monument commémorant la reddition des émigrés au général Hoche près du fort Neuf à Port-Haliguen, près de la plage de Porigo.

Selon le rapport du général Hoche, les pertes républicaines furent de 10 à 15 tués et 300 blessés, dont plusieurs cependant périrent dans les jours qui suivirent la bataille, dont le général Botta. Selon Jean-Lambert Tallien, les pertes ne sont pas de plus de 20 tués et d'environ 60 blessés.
Toujours selon Hoche, 150 royalistes furent tués au combat et une centaine d'autres  périrent noyés. 3 600 Chouans et 2 662 émigrés avaient été faits prisonniers, dont 278 officiers, 260 soldats émigrés, 492 Toulonnais et 1 632 déserteurs républicains qui n'avaient pas changé de camp lors de la bataille. Parmi ces prisonniers, 575 étaient nobles.
Par la suite, le général Louis Lemoine déclarera que 2 848 transfuges républicains avait été réincorporés dans l'armée républicaine. Ce qui laisse à penser que 1 216 transfuges avaient rejoint les Républicains lors de la bataille.
700 civils auraient également péri noyés lors de la déroute des royalistes.
1 327 Chouans et 902 émigrés, ainsi que 890 civils avaient pu être évacués par les navires britanniques. Néanmoins les émigrés furent débarqués sur l'île d'Houat, quant aux Chouans et aux civils, ils furent débarqués près de Lorient, mais furent à leur tour capturés par les Républicains.
Au total, 2 662 émigrés, 5 000 Chouans et 5 000 civils avaient donc été capturés par les Républicains. 

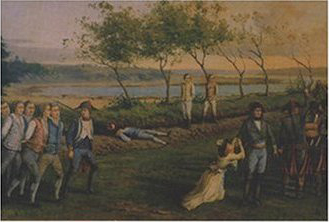
Les fusillés de Vannes, peinture de R. de Coueson, 1895.

Selon les lois républicaines en vigueur, les prisonniers royalistes pris les armes à la main devaient être exécutés. Cependant Hoche parvint à obtenir de la Convention nationale la grâce des Chouans. Les civils, vieillards, femmes et enfants furent rapidement relâchés. 4 929 prisonniers furent interrogés, 2 000 Chouans furent relâchés en échange d'une rançon et 3 180 autres furent acquittés ou condamnés à des peines de prison.
400 prisonniers périrent cependant dans les prisons ou les hôpitaux, des suites de leurs blessures ou par les maladies.
Le sort des émigrés fut plus sévère, 757 émigrés furent condamnés à mort, dont Charles de Sombreuil, cependant la peine ne fut pas appliquée pour 3 hommes et 6 autres parvinrent à s'évader, 748 prisonniers furent effectivement exécutés. 80 autres prisonniers furent condamnés à des peines d'emprisonnement, les autres furent acquittés.
Parmi les 748 prisonniers fusillés, se trouvaient 627 émigrés ou ecclésiastiques et 121 Chouans,.
222 prisonniers furent fusillés à Auray, 259 à Vannes et 167 à Quiberon.